# Галльська війна
Галльська війна (лат. Bellum Gallicum) (58 — 50 рр. до н. е.) — серія завойовницьких військових кампаній проконсула Гая Юлія Цезаря з метою підкорення галльських племен. За 8 років війни Цезар завоював Галлію і здійснив кілька вдалих грабіжницьких походів на германців за Рейном та кельтів на півдні Британського острова. 
Завдяки «Нотаткам про Галльську війну», що були написані Юлієм Цезарем, відомо багато деталей та дійових осіб тієї війни, перебіг подій і їх аналіз від безпосереднього учасника (Цезаря).

## Передумови
За законом Ватинія (Lex Vatinia de imperio C. Caeserius) Цезар отримав від римського народу проконсулат над Цизальпійською Галлією та Ілліриком із трьома легіонами на 5 років, а згодом сенат додав ще й Трансальпійську Галлію (сучасні території Бельгії, Франції, частину Нідерландів та більшу частину Швейцарії і лівий берег Рейну) і четвертий легіон. Цизальпійська (Gallia Togata) — «одягнута у тогу», романізована частина Галлії. Трансальпійська (Gallia Comata) — «волохата Галлія» називалась дикою, яка носила штани. Отримавши це, Юлій Цезар досягнув того чого бажав, адже завдяки Галльським провінціям він розраховував стати на чолі великої Римської імперії. І як висловився Катон, Цизальпійська Галлія та Верхня Італія була акрополем Італії; звідти можна б було спостерігати за усім Римом, а провінції, що лежать на протилежній стороні Альп, давали б нагоду для завоювання та військової слави, до навчання війська, до захоплення скарбів.
Перш ніж розпочати завоювання, Цезар потурбувався про те, щоб зберегти недоторканими свої закони, які він встановив за час свого перебування на посаді консула. За цим мали б спостерігати Помпей та Красс. Цезар постояв біля воріт Риму до березня 58 р., це було зроблено для того, щоб своїм близьким перебуванням посилити нападки Клодія на Цицерона, опісля поспішно вирушає у свою провінцію.

## Військова кампанія 58 року до н.е
У 58 році до н. е. Гай Юлій Цезар прибуває в Галлію і розпочинає кампанію з її завоювання. Цезар прийшов у Галлію із чітким наміром — завоювати її всю. Крім великої вигоди, що дала війна Цезарю, а саме, слави та досвідченого війська, війна ще й мала для Риму національний інтерес, адже вона велась проти галлів — ворогів, які колись зруйнували Рим і багато разів наводили на нього жах. Зважаючи на тодішнє положення Галлії, вона мала стати легкою здобиччю для римлян чи германців, зважаючи на те, що племена ворогували і воювали між собою, знаходились у неповному володінні Аріовіста, полчища якого постійно просувались до кордонів Римської республіки і могли б стати для римлян досить небезпечними сусідами. Тому, після підкорення гельветів на чолі із Оргеторіксом у липні 58 р. до н. е. у битві біля фортеці едуїв Бібракти, де Цезар здобув одну із найкращих перемог, хоча варвари переважали чисельністю, все ж Цезар завдав їм поразки і близько 130 тис. варварів полягли у бою. Для Цезаря постало завдання знищити володіння германців у Галлії. А тому влітку 58 р. до н. е. він розпочинав війну проти Аріовіста, а коли переміг його біля м. Везоніта (район сучасного Безансона), відтіснивши його за Рейн, отримав майже всю Центральну Галлію. Попри цю перемогу галли були важким ворогом, тому що вони були досить хоробрими та волелюбними. Та все ж римське військове мистецтво та легіони, а ще й до цього Юлій Цезар, який показав себе у Галльській війні досить талановитим полководцем, давали неабияку перевагу над роздрібненими племенами. Отже, Цезар ішов із впевненістю та великим натиском на галлів, дістаючи перемогу за перемогою.

## Військова кампанія 57 року до н.е
Навесні 57 р. до н. е. Цезар розпочав боротьбу проти північних кельтських племен белгів, тому що боявся, щоб ті не зібрали армію, яка б могла сягати чисельністю близько 350 тис. Тут Цезар застосував свої дипломатичні здібності і йому вдалось роз'єднати суперника. Одні за одними відпадали племена: белловаки, амбіани, нервії, атребати, віромандуї та інші. На бік римлян перейшов вождь сенонів Каварін, а незабаром й Ікцій. Згодом завдавши царю Сюісонну (сучасного Суассону) Гальбі, поблизу Аксони впевненої поразки. Після того як римляни розбили плем'я нервіїв на чолі із Бодуогнатом, усі белгські племена остаточно скорилися, а у покарання за віроломний напад нервіїв на римлян було продано в рабство 53 тис. полонених.

## Військові кампанії 56— 51 років до н.е
У 56 році до н. е. Гай Цезар, його легати Сабін, Котта, Лабієн, квінт Цицерон успішно діяли проти вождів різних галльських племен. Так, Квінт Тітурій Сабін зумів розбити Вірідовікса, вождя одного з найсильніших племен Арморики (сучасна Бретань). У зв'язку із такими швидкими темпами захоплення галлів Гаєм Юлієм Цезарем уже до кінця 56 р. до н. е. підкорення Галлії було завершено. І тоді вона була проголошена як римська провінція. Звичайно, що такі успіхи Цезаря справляли у Римі велике враження, вони викликали подив і велике захоплення. Сенат своєю чергою дав постанову провести грандіозні торжества, які повинні були б тривати 15 днів.

## Каральні експедиції
У 54 р до н. е. починається, попри удаване підпорядкування, сильне збурення серед галльських племен. Загальна залежність від Риму згладила протилежність племінних інтересів; свідомість національної єдності завжди була сильна в галлів. Спроби скинути з себе важку гегемонію почалися, однак, не з загального повстання, а з місцевих спалахів.
Перший спалах стався у найдикіших племен. Взимку 54 р до н. е. одне з найсильніших племен белгів — ебуронів — скористалося тим, що Цезар для зручності зимівлі розподілив своє військо на окремі табори, і напало на одного з  легатів Цезаря, Тітурія Сабіна у його таборі. Ватажку ебуронів Амбіоріксу хитрістю вдалося змусити Сабіна покинути свій табір, він був з усім своїм військом знищений белгами. Після цього на допомогу Амбіоріксу прийшов Індутіомар, один з вождів треверів, переконавши підтримати повстання. При цьому Індутіомар змусив тікати у римський табір свого супротивника Цінгеторікса.
Сусідній легат Ю. Цезаря, Кв. Цицерон, не повторив помилки Сабіна; його війську вдалося відстояти свій табір. Цезарю довелося поспішати на допомогу, тим більше що піднялися всі сусідні племена: карнути, сенони та ін. Взимку і влітку Юлій Цезар на чолі 10 легіонів придушував смуту й жорстоко розправлявся з повсталими. 53 року до н. е. ситуація здавалася спокійною, і Цезар вважав можливим повернутися на зиму в свою звичайну зимову резиденцію в Північній Італії.
Але повстання ебуронів було тільки прелюдією. Національна самосвідомість була остаточно пробуджена екзекуціями; кельтська нація не забарилася згуртуватися, вибравши своїм центром — своїх старих гегемонів арвернів та їх молодого керівника, нещодавно проголошеного царем, Верцингеторикса, ініціатора і душу запеклої боротьби, що починалася. Взимку 53 р. до н. е. року готувалася угода між племенами, в кінці зими почалися військові дії. У перші місяці повстала далеко не вся Галлія: центр і захід згуртувалися біля Верцингеторикса, північ піднімалася повільно, схід і в центрі лінгони і реми були на стороні Цезаря.
План галльського вождя полягав у тому, щоб відрізати військо Цезаря, що стояло в країні сенонів, від центру римського впливу — долини Рони і від його вождя, що був у Італії. Для цього одночасно карнути перерізали гарнізон нинішнього Орлеану і взяли облогу війська в нинішньому Sens, загін галлів спускається з Арвернських висот у Римську провінцію, сам Верцингеторикс прагне підпорядкувати собі суессіонів, едуїв, бітурігів і тим намагається перепинити Цезарю доступ до легіонів. План цей не вдався. Цезар, із жменею нашвидку зібраних солдатів, організовує захист провінції і робить похід в країну арвернів. Верцингеторикс, розраховуючи знищити його у знайомих йому місцях, залишає на певний час свій пост і вирушає назустріч загонові Цезаря.
Цезар тим часом, кинувши загін, з жменею вершників прискореними маршами проходить через провінцію і області едуїв та лінгонів до своїх легіонів. Повернення Верцингеторикса на попередню посаду не завадило Цезарю швидко впоратися з повсталими сенонами та карнутами на чолі із Акко і рушити на південь. Невдача під Новіодуном і швидка тактика Цезаря, невпевненість у своєму війську і впевненість в неуспіху правильних битв змінили план Верцингеторикса. Він вирішив відтепер не приймати битв, спустошити все на шляху Цезаря, постійно нападати на його кінноту, не допускаючи до провіанту і фуражу, захищати лише найважливіші і найсильніші пункти.
Першим таким пунктом був Аварікум. Тільки за наполегливого бажання галлів Верцингеторикс зважився захищати це місце, але без надії на успіх. Згідно з його очікуваннями, слабка фортеця на очах у галльського війська була взята приступом. Після цього успіху Цезар ділить свою армію на північну, під командою Тита Лабієна, і південну. Перешкодами у русі цих армій були твердиня Герговії, столиці арвернів, — для південної армії Цезаря, місто паризіїв — для північної. Відчайдушна спроба Цезаря штурмувати неприступну твердиню арвернів скінчилася невдачею, він зазнав сильної поразки. Невдала була й експедиція Лабієна. Йому не вдалося пробратися через натовпи ворогів до свого головного центру Аварікуму.

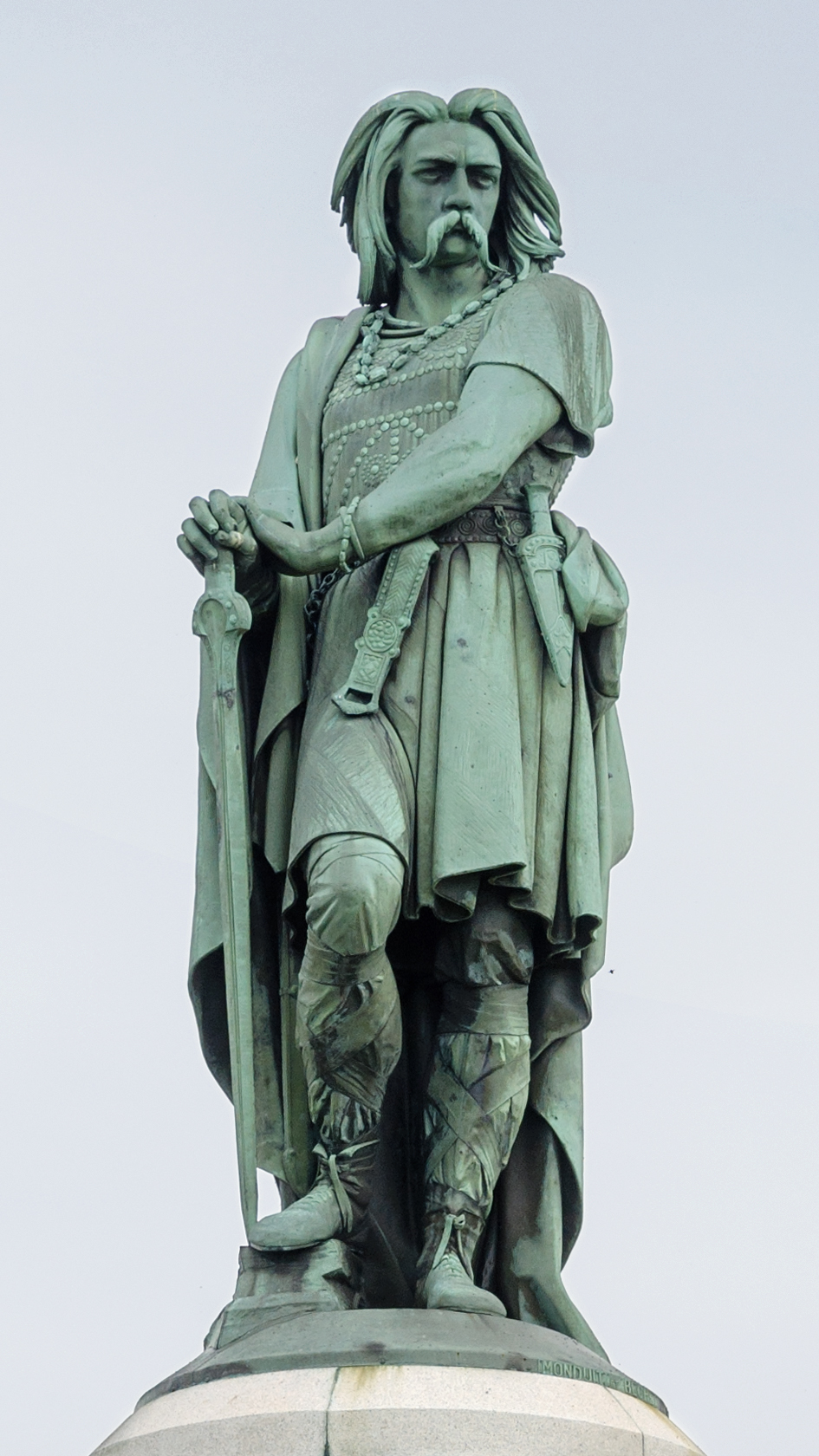
Пам'ятник Верцингеториксу на місці битви

Поразка непереможного проконсула підійняла всю Галлію; приєдналися і едуї (на чолі з Конвіктолітавом й Літавікком), і секвани. Верцингеторикс знову був обраний верховним вождем. У його руках опинилася сильна армія, з 15000 галльської кінноти. На щастя для Цезаря, повільна організація Верцингеториксом нових відносин та нової армії дала йому можливість з'єднатися з Лабієном і разом рушити на південь. Агітація проникла в Римську провінцію; Цезар боявся за вірність аллоброгів, потрібні були підкріплення. Сподіваючись на силу галльської кінноти, спонукуваний ентузіазмом всієї Галлії, Верцингеторикс зважився не пускати Юлія Цезаря в провінцію. Біля нинішнього Діжона кіннота Верцингеторикса зав'язала бій. Римське військо Цезаря було врятовано заповзятістю найманої германської кінноти, що завдала рішучої поразки галлам. Ця поразка змусила Верцингеторикса відступити в добре укріплену фортецю едуїв, Алезію, і чекати тут на допомогу з боку об'єднаної Галлії.
Облога Алезії тривала до кінця літа 52 року до н. е. Блокада почала вже виснажувати голодом гарнізон, коли підійшло на допомогу військо з'єднаних племен Галлії на чолі із Вірідомаром. Комбінований штурм Цезаревих укріплень з боку Алезії і ззовні було відбито. Військо галлів було розбито Цезарем, гарнізон Алезії змушений здатися. Цим повстанням була остаточно придушена національна сила Галлії. 51 року Цезарю залишалося тільки довершити справу рядом експедицій до країн найнепокірніших галльських племен, серед яких були кадурки на чолі з Луктерієм.

## Історичні відгуки
Гай Юлій Цезар великий полководець і державний діяч, про майстерність перемагати Наполеон А в своїх записках його коротко схарактеризував такими словами: «Принципи Цезаря були однакові із принципами Олександра та Ганнібала: зосереджувати свої сили, не знаходити своїх слабких місць, швидко рухатись до важливих пунктів, користуватись моральним впливом, славою своєї зброї, страхом, який воно навіювало і політичними засобами, щоб втримати своїх союзників у вірності й підкорені народи у покірності».